# Rodrigo de Orellana
Rodrigo Antonio de Orellana (Medellín (Badajoz), España; 1756 - Ávila (Castilla), España;  1822) fue un eclesiástico español, obispo de Córdoba (Argentina) en la última época del Virreinato del Río de la Plata y posteriormente de la Revolución de Mayo, de la cual fue un destacado opositor.

## Inicios de su carrera eclesiástica
Estudió en Valladolid y doctoró en filosofía y teología en 1783, ordenándose sacerdote. Era fraile premonstratense y después abad del monasterio de San Norberto en Valladolid y profesor de teología en la Universidad de la misma ciudad. Dedicó casi veinte años a la docencia universitaria y publicó obras de teología.
Fue nombrado obispo de Córdoba en mayo de 1805, pero solo en 1809 llegó a Buenos Aires, donde fue consagrado por el obispo Benito Lué y Riega. Llegó a su sede en octubre de ese año.

## La Revolución de Mayo
Al llegar a Córdoba la noticia de la Revolución de Mayo, aceptó la postura del ex virrey Santiago de Liniers y del gobernador Juan Gutiérrez de la Concha de no reconocer a las nuevas autoridades. Este último organizó fuerzas para enfrentar militarmente a la Primera Junta, pero éstas se desbandaron al acercarse a la ciudad el Ejército del Norte. Los dirigentes realistas huyeron hacia el norte, pero fueron capturados en la primera semana de agosto y llevado a prisión.
El general Francisco Ortiz de Ocampo se negó a obedecer la orden de fusilar a los prisioneros y los envió a Buenos Aires. La Junta envió a su vocal Juan José Castelli a cumplir la sentencia, pero también con la conmutación de la pena al obispo Orellana por la de prisión. De todos modos debió confesar a los reos y presenciar su fusilamiento.
Quedó seriamente afectado por el espectáculo terrible de las ejecuciones, quedando por mucho tiempo temeroso de todo lo que lo rodeaba. La Junta ordenó confinarlo a la Guardia de Luján, donde vivió hasta la disolución de la Junta Grande. El Primer Triunvirato lo sometió a un juicio por su actuación, pero convenció al tribunal de su inocencia a través de un largo escrito.
En febrero de 1812 regresó a Córdoba, haciéndose nuevamente cargo de su diócesis. Inició una vista pastoral a las parroquias de la provincia, comenzando por La Rioja, donde pasó varios meses enfermo. Juró obediencia a la Asamblea del Año XIII, que le concedió el título de ciudadano de las Provincias Unidas del Río de la Plata.
El nuevo gobernador de Córdoba, el mismo Ortiz de Ocampo que le había perdonado la vida, lo persiguió tenazmente por asuntos sin importancia; tal vez quería limpiarse la imagen de excesivamente indulgente hacia el obispo.
En enero de 1815, el director Supremo Carlos María de Alvear lo confinó en San Lorenzo (Santa Fe). Regresó a Córdoba tras la caída de Alvear, pero el gobernador federal José Javier Díaz no le permitió reintegrarse a sus funciones, e incluso le negó su carta de ciudadanía.
El Congreso de Tucumán, más por oposición a Díaz que por convicción, le permitió defenderse en juicio. Fue acusado de enviar a un cura español a pedir ayuda a España, pero se escapó a Santa Fe, donde fue protegido por el gobernador Mariano Vera. Se trasladó a Corrientes, y desde allí huyó a caballo (y luego a pie) a través de la selva misionera hasta llegar a São Borja, en Brasil. A fines de mayo de 1818 se embarcó hacia Lisboa, llegando a fines de año a Madrid.

## Nuevo obispado en España
Se dedicó a redactar un largo informe sobre los acontecimientos en el Río de la Plata, que resultó el primer informe oficial recibido por un Papa sobre la independencia, terminado en enero de 1819. Consideraba los hechos en América española una simple extensión de la revolución francesa.
Fue nombrado obispo de Ávila y colaboró en la preparación de la expedición reconquistadora al Río de la Plata, que quedó anulada en enero de 1820 por la revolución liberal española.

## Perfil político
La actitud contrarrevolucionaria de Orellana se desprendió de un regalismo conservador y una inclinación jansenista que eran típicos de la ilustración católica española y que no le permitían aceptar la legitimidad del gobierno popular. Tuvo una visión fuertemente agustiniana de la sociedad y de la política que era típica de su orden religiosa.